# Pivovar Louny
Pivovar Louny je zaniklý schwarzenberský pivovar v Lounech, který fungoval od roku 1892 až do uzavření roku 2010. Na konci 19. století a počátku 20. století se jednalo o jeden z nejmodernějších pivovarů v Čechách. Pivovar před uzavřením provozovala společnost Pivovar Louny a. s. ze skupiny Heineken, v současnosti v likvidaci.

## Historie
Pivovar založil v roce 1892 kníže Adolf Josef ze Schwarzenbergu, když vykoupil várečná práva několika měšťanských domů a navázal tak na tradici započatou roku 1250, kdy město Louny várečné právo dostalo. 
V pivovaru byla již na počátku produkce zavedena vůbec poprvé v celém Rakousku-Uhersku technologie umělého zchlazování piva. V roce 1897 pivovar zásoboval již 122 hostinců a pivo vyvážel i do zahraničí. Dalšího roku byla při pivovaru zřízena chemicko-fyziologická laboratoř a roku 1900 byl nainstalován přístroj na produkci čistých várečných kvasnic.
Během I. světové války byla nicméně zabavena většina měděného vybavení a dalších kovů, čímž byla způsobena škoda dosahující částky 200 000 K. Pivovar se po válce nacházel v katastrofálním stavu, pročež bylo nutné zahájit potřebnou rekonstrukci. V roce 1922 byl zakoupen nový generátor a roku 1925 zavedena účinná filtrace vody. Ve stejném roce byl zakoupen i stroj na sušení mláta.
V roce 1927 rozhodl tehdejší majitel kníže Jan Nepomuk II. o kompletní přestavbě komplexu a modernizaci, jejíž náklady se vyšplhaly na 2 700 000 Kčs. Zároveň byla nainstalována automatická myčka sudů v hodnotě 200 000 Kčs. Ve 30. létech přibyla k pivovaru i nová lahvárna, na níž bylo vynaloženo 400 000 Kčs, transportér na dopravu uhlí (200 000 Kčs) a nový vodovod (150 000 Kčs). Předpokládá se, že ve 20. a 30. letech bylo na celkovou modernizaci vynaloženo 11,5 milionu Kčs.
Lounský pivovar se pak v letech 1937–1938 řadil mezi 13 nejmodernějších pivovarů v celém Československu.

### Komunismus
Od roku 1938 byl vlastníkem JUDr. Adolf Schwarzenberg, na jehož majetek byla po jeho odchodu do exilu v USA uvalena gestapem roku 1940 nucená správa. Po druhé světové válce mu byl zakázán návrat do Československa a roku 1947 byl zákonem Lex Schwarzenberg pivovar protiústavně vyvlastněn a přešel do vlastnictví státu.
Pivovar se stal součástí podniku Krušnohorské pivovary a později komplex přešel pod státní podnik Lounsko-žatecké pivovary. Roku 1960 přešel pod podnik Severočeské pivovary, jejichž součástí zůstal až do pádu komunismu.

### 1991–2010
V roce 1991 vznikl státní podnik Pivovar Louny, který byl následně zprivatizován a následně transformován ve společnost Pivovar Louny a. s.
V roce 2008 pivovar prostřednictvím nákupu Drinks Union ovládla společnost Heineken Česká republika, a. s. Následná optimalizace výrobně-dodavatelského řetězce se nejprve projevila pouze sníženým využití stáčírny, která byla v listopadu 2009 nakonec kvůli špatnému technickému stavu a neefektivitě případné rekonstrukce uzavřena.

### Zánik pivovaru
Při další optimalizaci byl v lednu 2010 definitivně uzavřen celý pivovar a přeměněn na distribuční centrum a potkal ho tak stejný osud jako Znojmo, Kutnou Horu a Krásné Březno v ČR a několik pivovarů na Slovensku ve vlastnictví Heinekenu. 
Pivo Louny se od té doby vaří ve Velkém Březně poblíž Ústí nad Labem a konzumenti si stěžují, že od přesunu výroby nechutná jako dřív. Při exkurzi bylo možno ke konci provozu získat o pivu a pivovaru Louny pouze málo informací. V srpnu 2013 řádná valná hromada schválila zrušení firmy s likvidací.

## Pokračování tradice
Na tradici vaření piva v Lounech potom v roce 2013 po několikaleté pomlce navázaly ve stejnou dobu minipivovary Lounský žejdlík a pivo ZLoun. První vaří pivo jen pro restauraci Domov, kde sídlí, druhý sídlí v restauraci Ája a pivem zásobuje i další restaurace. Třetí pivovar je pivovar Zichovec v zahradním městě, který zde má veškerou výrobní kapacitu. Původní pivovar v obci Zichovec svoji varnu již nevyužívá. V pivovaru Zichovec v Lounech se vaří již více než 10 000hl piva ročně.